# Cholestyramine

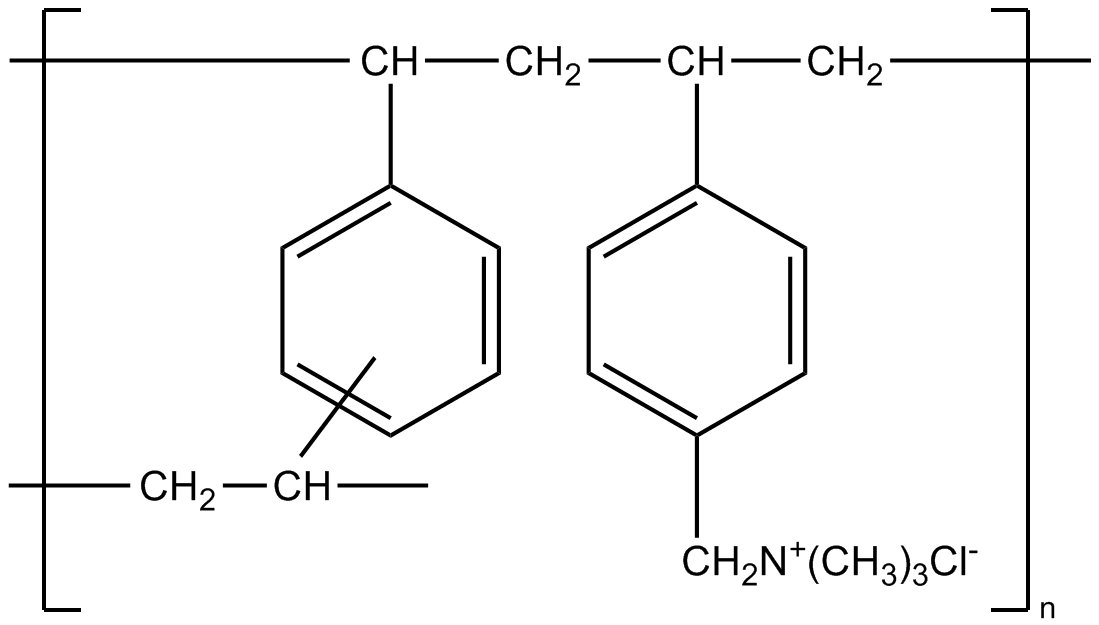

La cholestyramine (dénomination commune internationale : colestyramine) est une résine chélatrice des sels biliaires ayant un effet hypocholestérolémiant par inhibition du cycle entéro-hépatique des sels biliaires dérivés du cholestérol, qui ont pour rôle d'émulsionner les lipides dans le tube digestif pour faciliter leur absorption.
Ce chélateur d'acides biliaires est commercialisé en France (depuis le 1er juillet 1987) et en Belgique sous le nom de Questran, en Suisse sous le nom de Quantalan, au Canada sous le nom d’Olestyr.
Ce chélateur a été utilisé aux États-Unis pour combattre l'empoisonnement par le chlordécone, un insecticide, à la suite d'une négligence industrielle dans l'usine où il était fabriqué.

## Indication
- Hypercholestérolémie essentielle pure
- Prurit de cholestase hépatiques incomplètes

## Source
- Guide pratique des médicaments DOROSZ 2007 27e éd.